# Normainiai II
Normainiai II (hist., pol. Narmojnie) – wieś na Litwie położona w rejonie janowskim okręgu kowieńskiego, 21 km na północ od Janowa.

## Historia

### Własność
W drugiej połowie XVIII wieku Narmojnie należały do pomorsko-kurlandzkiej rodziny Brunnowów herbu Trzy Belki. Kupił je prawdopodobnie w pierwszej połowie tego wieku Jan Mikołaj Brunnow, pułkownik wojsk królewskich i podstoli brasławski, ożeniwszy się Marianną Karpiówną. Ich syn Jan Jakub (lub Jakub Jan) (1736–~1770), starosta rymszyrski, kapitan wojsk królewskich i deputat na Trybunał Litewski w 1762 roku, od tegoż roku mąż Barbary Pióro, podzielił spory majątek składający się z kilku wsi, między ich dzieci w ten sposób, że Narmojnie otrzymał ich syn Karol, poseł na Sejm Czteroletni, pisarz grodzki upicki w 1785 roku, żonaty z Marcinkiewiczówną, natomiast jego brat Stanisław Brunow otrzymał inne dobra. Kolejnym właścicielem Narmojni był syn Karola Prosper Brunnow, deputat sądów powiatu wiłkomierskiego, ale zmarł on bezdzietnie. Wdowa po nim Julia Mackiewiczówna Brunnow (?–1912) wyszła ponownie za Jasiukiewicza. Zapisała ona Narmojnie Piotrowi Stanisławowi Mackiewiczowi (~1867–1926) herbu Jastrzębiec, żonatemu ze Stanisławą Pilchowską (1871–1946). Po jego śmierci majątek odziedziczyły ich dzieci: Wanda, Czesław, Halina i Karol. Wkrótce jednak został on okrojony w wyniku litewskiej reformy rolnej i jego resztki w latach 1933–1934 sprzedali oni litewskiej rodzinie Kierajtisów.
Około 1900 roku majątek liczył 399 dziesięcin ziemi.

### Przynależność administracyjna
| rok  | liczba ludności |
| ---- | --------------- |
| 1902 | 72              |
| 1923 | 66              |
| 1959 | 42              |
| 1970 | 33              |
| 1979 | 26              |
| 1989 | 7               |
| 2001 | 2               |
| 2011 | 2               |

- W I Rzeczypospolitej – w województwie wileńskim Rzeczypospolitej[2];
- po III rozbiorze Polski (od 1795 roku) majątek należał do gminy Szaty w powiecie wiłkomierskim (ujeździe) guberni kowieńskiej (od 1843 roku, wcześniej guberni wileńskiej, w latach 1797–1801 guberni litewskiej i w latach 1801–1842 ponownie guberni wileńskiej) Imperium Rosyjskiego[3];
- w II Rzeczypospolitej – od 1922 roku wieś należała do Litwy, która w okresie 1940–1990, jako Litewska Socjalistyczna Republika Radziecka, wchodziła w skład ZSRR;
- od 1990 roku wieś leży na terenie niepodległej Litwy.

## Dwór
Tutejszy dwór wybudował około 1750 roku Jan Mikołaj Brunnow. Był założony na planie prostokąta, miał mury grubości 70–80 cm, ale nie posiadał fundamentów, przez co osiadał z czasem coraz głębiej, aż do poziomu wód gruntowych, nabierając wilgoci, na tyle, że po 1920 roku nie nadawał się już do zamieszkania i wtedy został rozebrany na cegłę. Był to budynek jedenastoosiowy, trzy centralne osie stanowiły mocno występujący ryzalit, który mógł wcześniej był arkadowym portykiem. Portyk został oszklony. Nad wejściem znajdował się trójkątny fronton.
Dom był przykryty wysokim dachem gontowym z dwiema niewielkimi półkolistymi lukarnami w jego ogrodowej połaci. Przy lewym tylnym krańcu domu prawdopodobnie później dobudowano wydłużone, sześciopomieszczeniowe skrzydło przykryte dwuspadowym dachem łamanym i ze znacznie mniejszymi oknami niż w głównym korpusie.
Zarówno stary dom, jak i jego skrzydło miały dwutraktowy, amfiladowy układ pomieszczeń.
Do co najmniej 1914 roku dotrwała wozownia, w której znajdowała się cała kolekcja przeważnie XIX-wiecznych pojazdów.

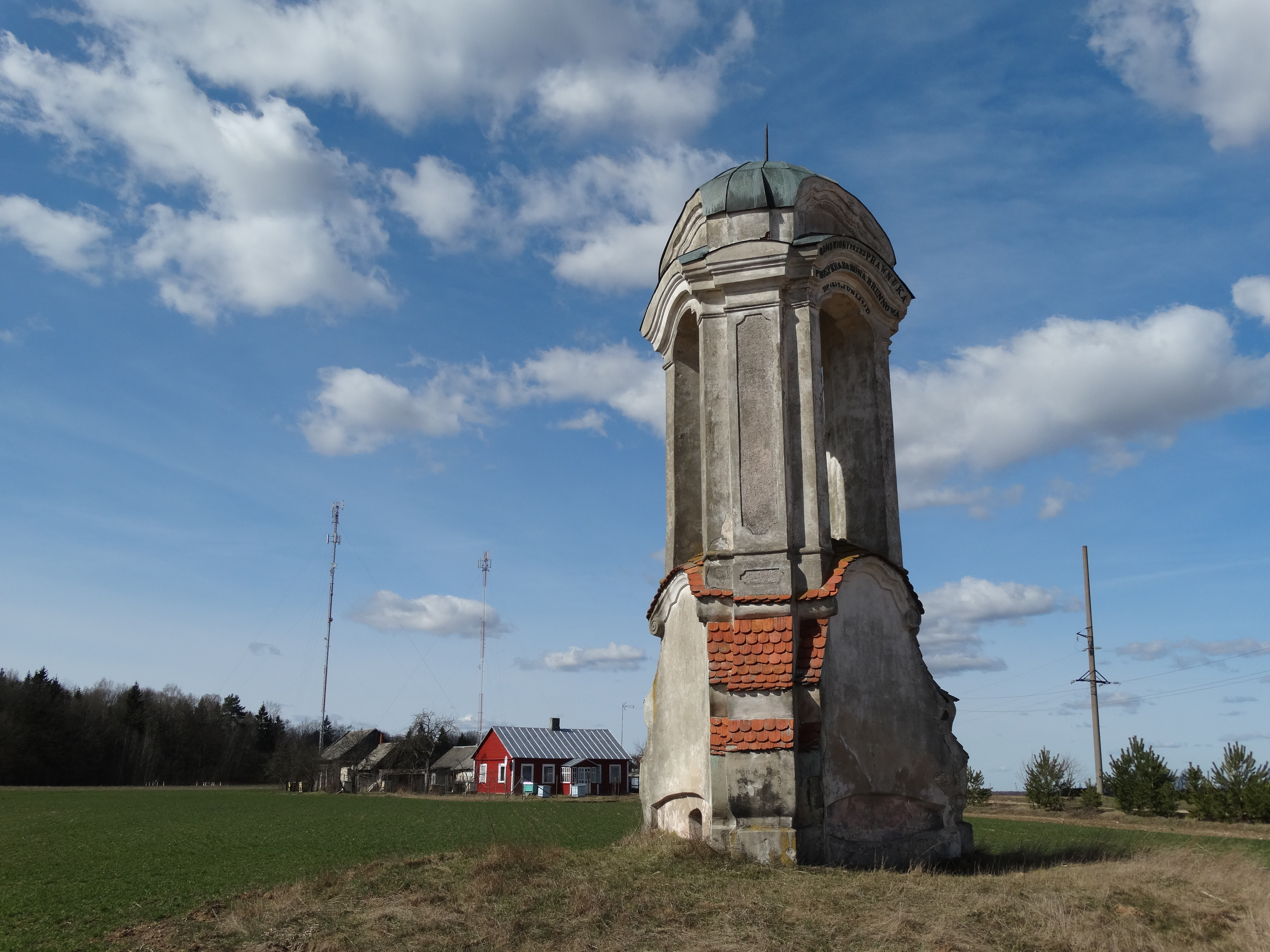
Ruina kapliczki przydrożnej, jedyna pozostałość po dworze, 2016

Dom był otoczony przez regularny, kwadratowy ogród, poprzecinany wieloma alejkami. Przed domem znajdował się okrągły gazon z klombami kwiatów. Przed wejściem do domu rosły dwa jesiony, a w pobliżu bramy wjazdowej – grupa kasztanów i brzóz. Po przeciwnej stronie znajdowała się wydłużona sadzawka. Poza tym w ogrodzie były jeszcze dwie altany i dwie sadzawki.
Dziś po dworze ani zabudowaniach gospodarczych nie ma śladu, jedyną pozostałością po dworze jest ruina murowanej, barokowej kaplicy, która obecnie stoi przy skrzyżowaniu dróg. Niegdyś było to miejsce naprzeciw bramy wjazdowej do dworu. Kaplica została wzniesiona w XVIII wieku dla uczczenia konfederacji barskiej. Była remontowana w 1852 roku, o czym świadczy napis na niej: „Odnowiony przez prawnuka / Prospera barona Brunnowa / AD 1852 JUNIJ 25 DI”. Przez okna kaplicy była widoczna rzeźba Chrystusa Ukrzyżowanego, a na jej szczycie – rzeźba św. Jana Nepomucena. Po renowacji w 1975 roku rzeźby te już nie wróciły na miejsce. Wnętrze kaplicy to jedna łukowo sklepiona krypta. W tym miejscu miała być stoczona niegdyś wielka bitwa. Jeszcze przed 1914 rokiem na pobliskich polach wydobywano czaszki, piszczele i inne kości, które znoszono do tej krypty. Od 2002 roku kaplica jest chroniona jako zabytek kultury Litwy.
Majątek Narmojnie został opisany w 4. tomie Dziejów rezydencji na dawnych kresach Rzeczypospolitej Romana Aftanazego.